# Santho Miklós
Santho Miklós (Mocsonok, 1868. június 4. – Vác, 1944. április 18.) magyar festő.

## Élete
Szülei Santhó Kamill és Geissler Irma. Apja Nyitrán volt gazdatiszt. A Nyitrai Piarista Gimnáziumban tanult. Jogi diplomával egy biztosítótársaságnál helyezkedett el. Újpesten dolgozott, majd 1898-ban Falk Miksa üvegfestészeti műintézetében volt tervező. Súlyosan megbetegedett. Felgyógyulása után Bécsbe ment. 12 évig Münchenben, 8 évig Berlinben alkotott. 1919. április 1-jétől Vácott élt.
Vajda Zsigmond segédjeként részt vett az új Országház freskóinak kivitelezésében is. 